# Zamek Klempenow
Zamek Klempenow (niem. Burg Klempenow) – średniowieczny zamek w miejscowości Klempenow w dolinie rzeki Tollense w niemieckim kraju związkowym Meklemburgia-Pomorze Przednie, około 15 kilometrów na północ od Altentreptow na terytorium Pomorza.
Zamek, ceglana budowla wzniesiona po 1231 roku przez książąt pomorskich, stał tuż przy historycznej granicy między Pomorzem a Meklemburgią; w 1240 roku prawdopodobnie znajdował się w rękach księcia dymińskiego Warcisława III. Najstarsza część budowli to wieża i mury; pochodzą one z drugiej połowy XIII wieku. W 1433 roku na terenie zamku wzniesiono spichlerz i dom bramny; pod koniec XV wieku dokonano przebudowy części zabudowań w stylu renesansowym.  Między XIII a XVI wiekiem zamek stanowił rezydencję arystokratycznej rodziny Heydebreck, pochodzącej z Dolnej Saksonii, dworzan książąt pomorskich.

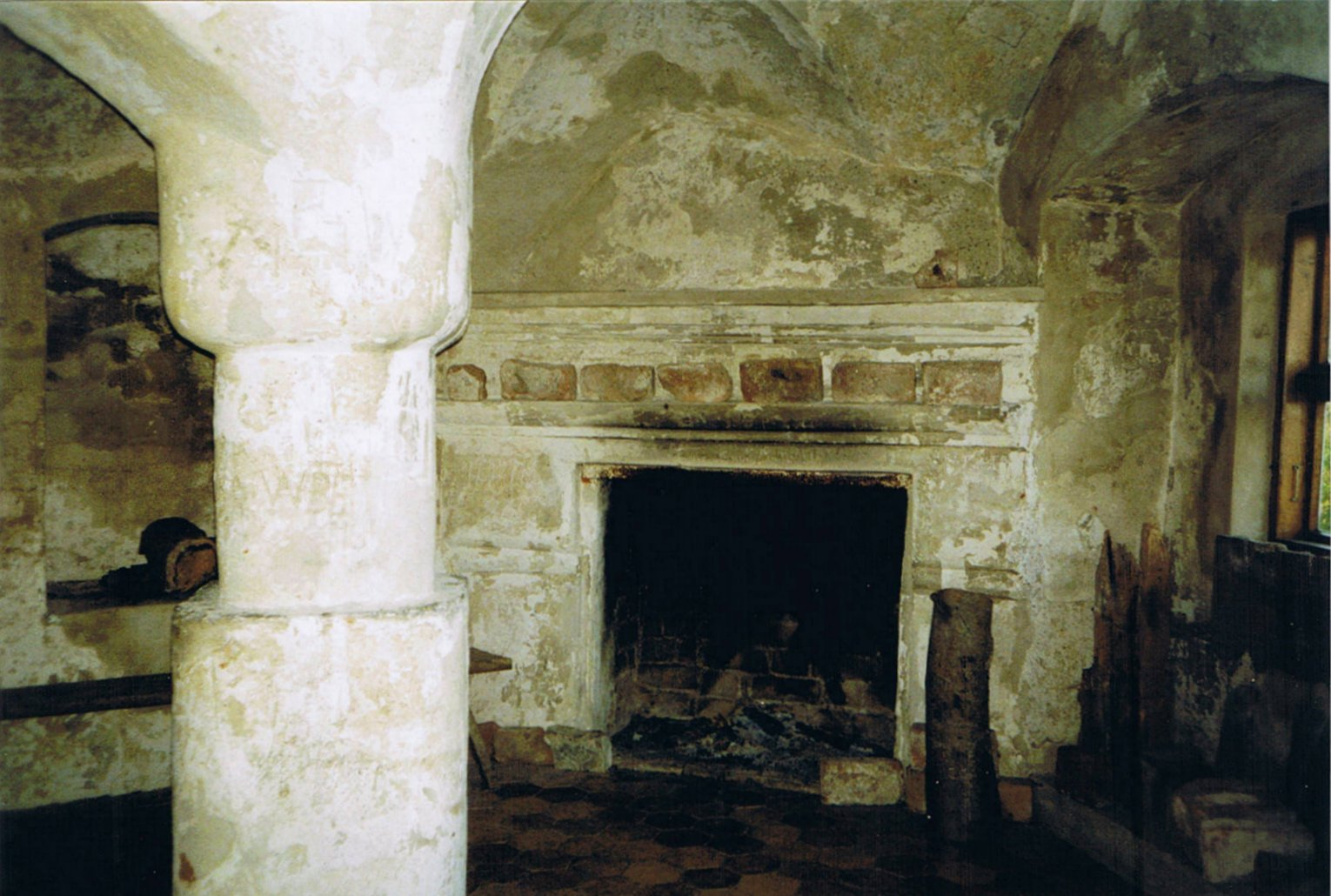
Jedno z pomieszczeń zamku

W latach 1630–1721  zamek pozostawał w rękach szwedzkich;  w 1631 roku król szwedzki Gustaw Adolf nadał Klempenow szwedzkiemu feldmarszałkowi Dodo zu Innhausen und Knyphausen. Później zamek znalazł się we władaniu Prus; po utracie swojego znaczenia strategicznego stał się częścią majątku ziemskiego nastawionego na produkcję rolną.
Zamek przebudowano w XIX wieku; kolejna przebudowa miała miejsce w XX wieku, po II wojnie światowej. Do 1990 roku na zamku mieszkali pracownicy zatrudnieni w rolnictwie; w 1991 roku powstało stowarzyszenie obywatelskie Kultur-Transit-96 eV, którego celem jest powstrzymanie niszczenia budowli i dokonanie niezbędnych napraw. Na przełomie XX i XXI wieku odrestaurowano m.in. kaplicę zamkową.
Od 1998 roku zamek jest udostępniony do zwiedzania; odbywają się w nim imprezy kulturalne i wystawy.
W odległości 4 kilometrów na południowy wschód od zamku Klempenow znajduje się zamek Landskron.